# Alyson Michalka
Alyson Renae "Aly" Michalka (n. 25 martie 1989) este o actriță, cântăreață, compozitoare, muziciancă americană. În prezent joacă ca Marti Perkins în CW serialul de televiziune Hellcats.
Ea a fost cunoscută pentru rolurile ei ca Keely Teslow în seria Disney Channel original Phil din viitor, Charlotte Barnes în filmul Bandslam, Taylor Callum în Disney Channel Original Movie Cow Belles și Rhiannon Abernathy în Globul de Aur. Ea este, de asemenea, cunoscută ca o jumatate din duo-ul muzical 78violet (fostă Aly & AJ) cu sora ei, Amanda Michalka .

## Viața personală
Ea a fost născuta în Torrance, California și a crescut în Seattle, Washington și California de Sud, cu sora ei, Amanda Michalka. Tatăl ei, Mark, deține o companie de contractare și mama ei, Carrie, este un muzician și a cântat alături creștin "JC Band". Michalka a început să cânte la pian la doar 5 ani și a început să cânte la chitară la vârsta de 13 ani. Ea a început să joace în filme atunci când avea 5 ani. Ea a fost crescută ca o creștină și continuă sa practice credința.
1. ↑  Aly Michalka, GeneaStar
2. ↑  Aly Michalka, Discogs, accesat în 9 octombrie 2017
3. ↑   https://simplycelebs.io/what-is-aly-michalkas-religion-2/ Lipsește sau este vid: |title= (ajutor)
4. ↑  CONOR.SI[*] Verificați valoarea |titlelink= (ajutor)